# EM i ishockey (kvinder)
Europamesterskabet i ishockey for kvinder var et mesterskab for kvindelige europæsiske ishockeylandshold, som blev arrangeret af IIHF og afviklet i perioden 1989-1996. Mesterskabet fungerede hovedsageligt som europæisk kvalifikation til VM, men efter at IIHF indførte flere niveauer ved VM med op- og nedrykning mellem niveauerne, var der ikke længere brug for en kvalifikationsturnering, og bl.a. derfor stoppede IIHF med at arrangere mesterskabet.

## Mesterskaber

### Medaljetabel 1989-1996
| Plac. | Land         | Guld | Sølv | Bronze | Total |
| ----- | ------------ | ---- | ---- | ------ | ----- |
| 1.    | Finland      | 4    | -    | 1      | 5     |
| 2.    | Sverige      | 1    | 4    | -      | 5     |
| 3.    | Rusland      | -    | 1    | -      | 1     |
| 4.    | Vesttyskland | -    | -    | 1      | 1     |
| 4.    | Danmark      | -    | -    | 1      | 1     |
| 4.    | Norge        | -    | -    | 1      | 1     |
| 4.    | Schweiz      | -    | -    | 1      | 1     |

### Mesterskaber, medaljevindere og værtslande
| Mesterskab | Guld    | Sølv    | Bronze       | Værtsby(er) og -land for A-EM | Værtsby(er) og -land for A-EM | Danmarks placering |
| ---------- | ------- | ------- | ------------ | ----------------------------- | ----------------------------- | ------------------ |
| EM 1989    | Finland | Sverige | Vesttyskland | Düsseldorf, Ratingen          | Vesttyskland                  | Nr. 6              |
| EM 1991    | Finland | Sverige | Danmark      | Havířov, Frýdek-Místek        | Tjekkoslovakiet               | Nr. 3              |
| EM 1993    | Finland | Sverige | Norge        | Esbjerg                       | Danmark                       | Nr. 6              |
| EM 1995    | Finland | Sverige | Schweiz      | Riga                          | Letland                       | Nr. 8              |
| EM 1996    | Sverige | Rusland | Finland      | Jaroslavl                     | Rusland                       | Nr. 7              |

### Placeringer
| Land           | 1989 | 1991 | 1993 | 1995 | 1996 |
| -------------- | ---- | ---- | ---- | ---- | ---- |
| Danmark        | 6    | 3    | 6    | 8    | 7    |
| Finland        | 1    | 1    | 1    | 1    | 3    |
| Frankrig       | 9    | 7    | 9    | 11   | 11   |
| Holland        | 8    | 10   | -    | 12   | 12   |
| Kasakhstan     | -    | -    | -    | -    | 13   |
| Letland        | -    | -    | 7    | 6    | 8    |
| Norge          | 4    | 4    | 3    | 4    | 4    |
| Rusland        | -    | -    | -    | 7    | 2    |
| Schweiz        | 5    | 5    | 5    | 3    | 5    |
| Slovakiet      | -    | -    | -    | 10   | 10   |
| Storbritannien | 10   | 9    | 10   | 13   | 14   |
| Sverige        | 2    | 2    | 2    | 2    | 1    |
| Tjekkiet[1]    | 7    | 8    | 8    | 9    | 9    |
| Tyskland[2]    | 3    | 6    | 4    | 5    | 6    |
| Ukraine        | -    | -    | 11   | 14   | -    |